# Victor Rousseau

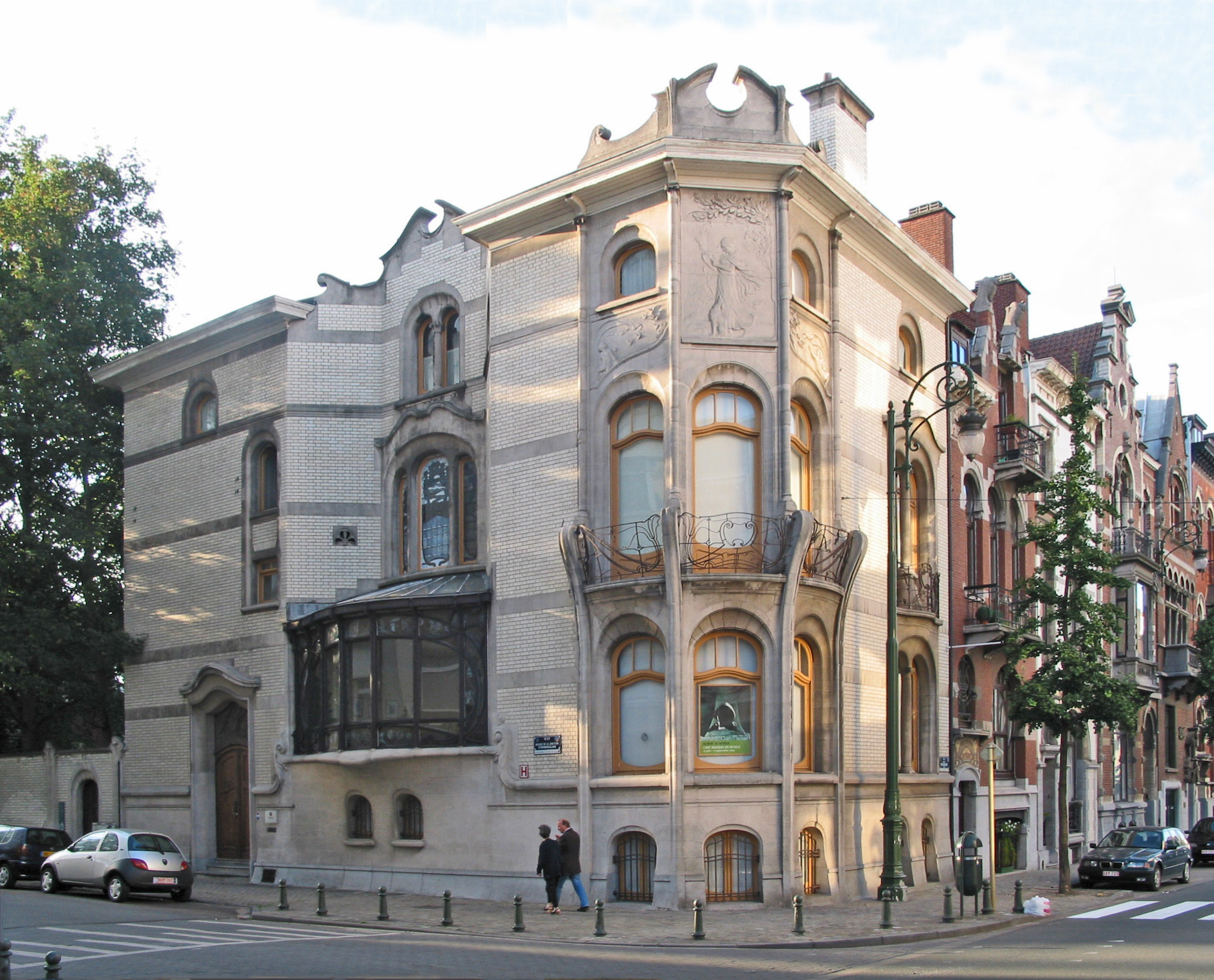
Hôtel Hannon.
Bas-relief de Victor Rousseau.

Victor Rousseau (Feluy, 15 de diciembre de 1865-Forest, 17 de marzo de 1954) fue un escultor valón de nacionalidad belga. Descendiente de una familia de canteros.

## Datos biográficos
Empezó a tallar la piedra a los 11 años. Trabajó en las obras del Palacio de Justicia en Bruselas, bajo la dirección de Joseph Poelaert, y por la dedicación al oficio en su juventud recuerda a Auguste Rodin.
Posteriormente entró en el taller del escultor Georges Houtstont y tomó clases en la Real Academia de Bellas Artes de Bruselas.
Frecuentó el Teatro de la Monnaie. Influido por Wagner y Beethoven, asistió a recitales de danza en la Monnaie que después se traslucirán en su obra.
En 1890, presentó al concurso Godecharle Tourmente de la pensée, obra por la que recibió un premio que le ayudó a viajar a Inglaterra, Francia e Italia, pasando dos años en París y varios meses en Florencia. En Francia conoció el Art Nouveau y se unió a Charles Van der Stappen (1843-1910). Enseñó y dio sus primeras lecciones de escultura a Eugène J. de Bremaecker.
Regresado a Bélgica en 1894 tuvo su eclosión como artista. Durante cincuenta años esculpió una obra de inspiración griega. Richard Dupierreux dijo que esculpía almas.
Victor Rousseau esculpió un notable  Cristo en la gloria, que adorna la Catedral de Oviedo.
Entre otras obras podemos ver hoy en Bruselas: Madurez -en el Parque de la Montaña, obra de 1922.
Colaboró con Victor Horta en algunos trabajos del arquitecto.

## Crono-biografía
- 1879-1880: Curso de dibujo en la Academia real de Bellas Artes de Bruselas (del francés: Académie royale des beaux-arts).
- 1884: con Georges Hanstout
- 1887-1889: estudio de estatuaria con Charles Van der Stappen
- 1890: Premio Godecharle
- 1901-1919: profesor de escultura en la Academia real de Bellas Artes de Bruselas
- 1911: Gran Prix de Rome. Fue el tema de una conferencia en la Exposition de Charleroi de 1911
- 1914-1919: exposiciones en Bruselas, Londres, Madrid y en los estados Unidos.
- 1919-1922 y 1931-1935:  dirige la Académie des Beaux-Arts de Bruselas
- 1935: premio de los amigos de Hainaut
- 1935-1953: escribió sus memorias con el título Tableaux champêtres de mon enfance y numerosos poemas.

## Obras
- Busto de Constantin Meunier (mármol),
- Recuerdo, (bronce) en el Musée de la ville de Bruxelles
- L’enfant accroupi (mármol),
- A Beethoven (bronce), en el Museo de Amberes,
- Vers la vie, en el patio del castillo Mariemont en el Museo de Mariemont
- En Lieja realizó las esculturas del Pont de Fragnée.
- En Bruselas, el bajorrelieve en ángulo de la fachada del Hôtel Hannon (arquitecto:Jules Brunfaut)
- Desaparecida, Segadora de bronce